# René Schützenberger

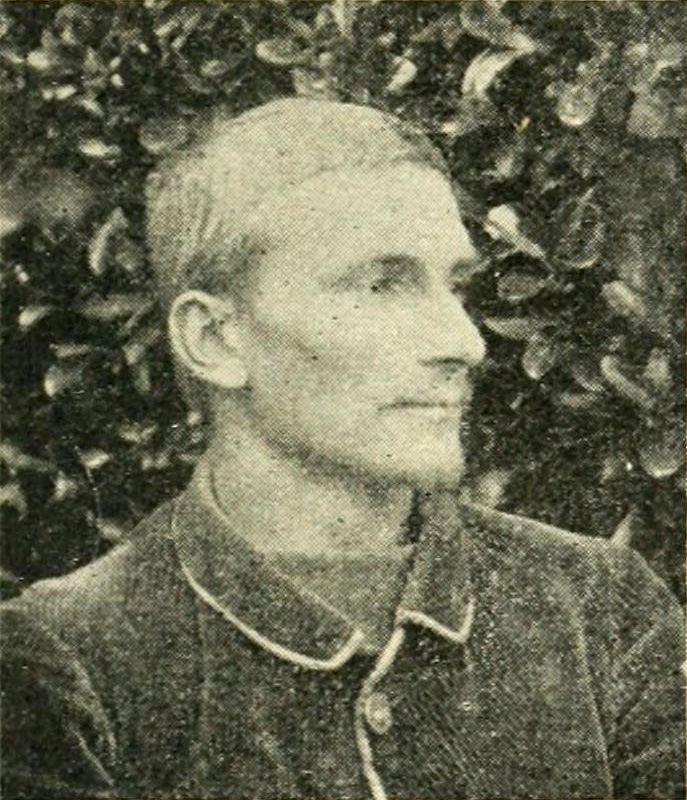
René Schützenberger

René-Paul Schützenberger (Mulhouse, 29 juli 1860 - Parijs, 31 december 1916) was een postimpressionistisch Frans kunstschilder en graficus.

## Leven en werk
Schützenberger stamde uit een brouwersfamilie uit de Elzas. Zijn vader was een vooraanstaand chemicus. Hij was de neef van kunstschilder Louis-Frédéric Schützenberger (1825–1903).
Schützenberger studeerde aan de Académie Julian, onder Jean-Paul Laurens. Zijn werk werd beïnvloed door het postimpressionisme en de schilders van Les Nabis, alsook door het japonisme. Hij schilderde vooral landschappen, portretten en figuren, vaak naakten. Hij debuteerde met een expositie bij de Société des Artistes Français in 1889 en had diverse tentoonstellingen bij de Société des Artistes Indépendants in de jaren 1890. In 1900 was hij met enkele werken aanwezig op de wereldtentoonstelling te Parijs.
Schützenberger was gehuwd met Andree-Marie Bouland. Hij overleed in 1916 te Parijs op 56-jarige leeftijd.

## Galerij

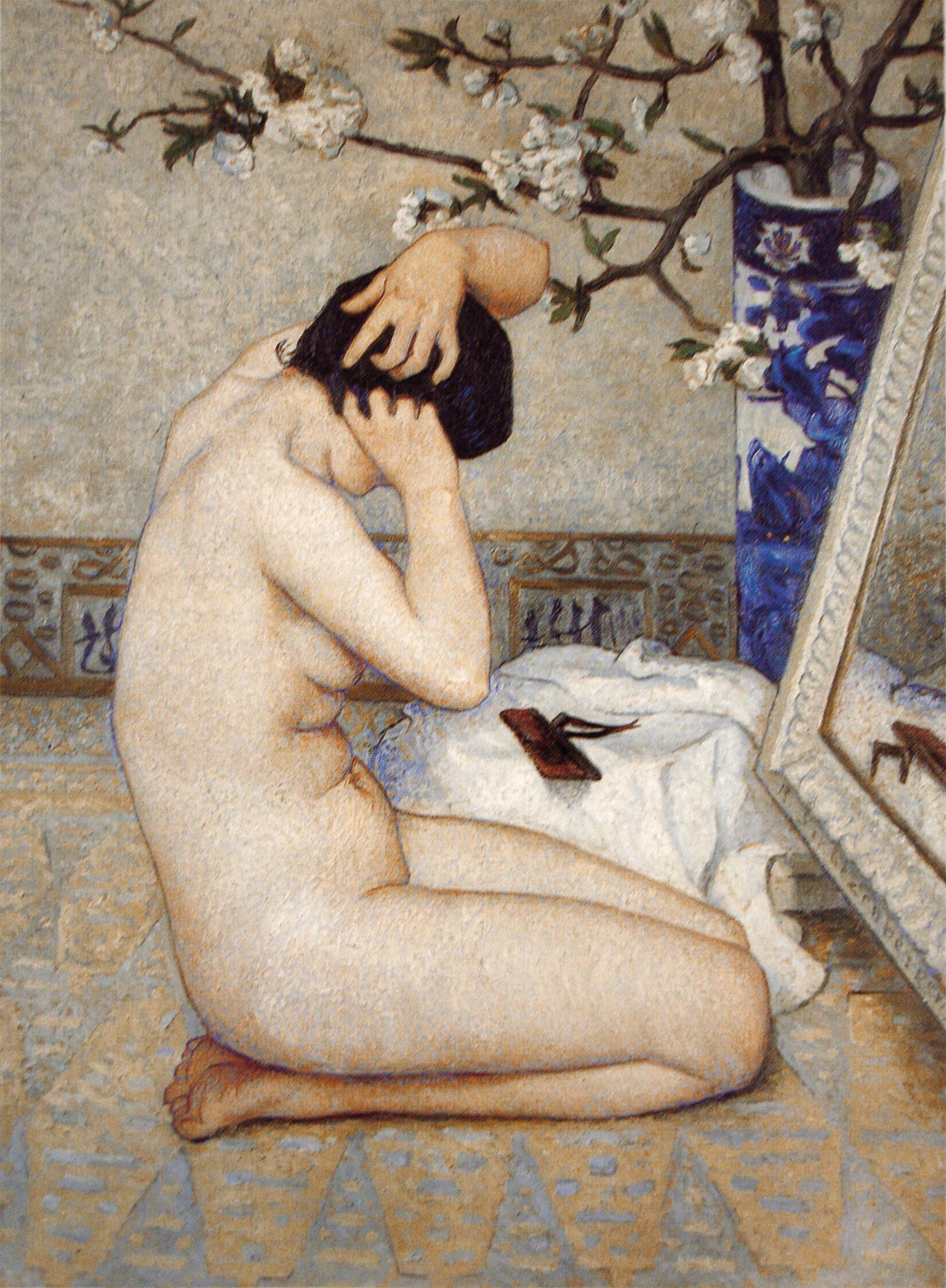
La Coiffure
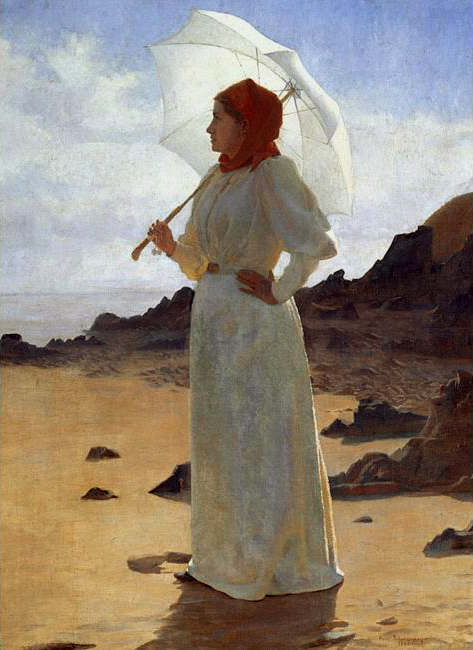
La Femme en blanc
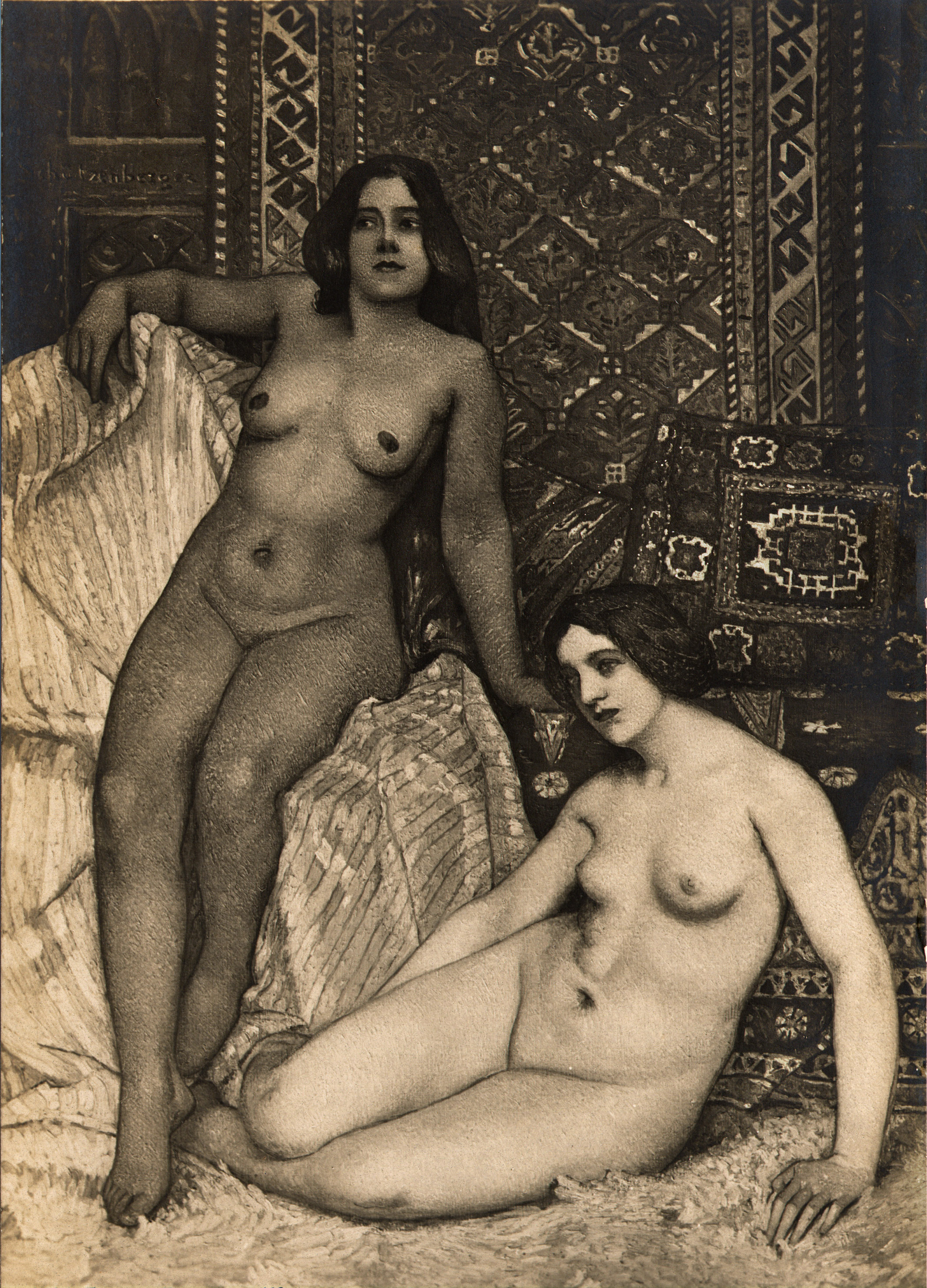
La Bataille
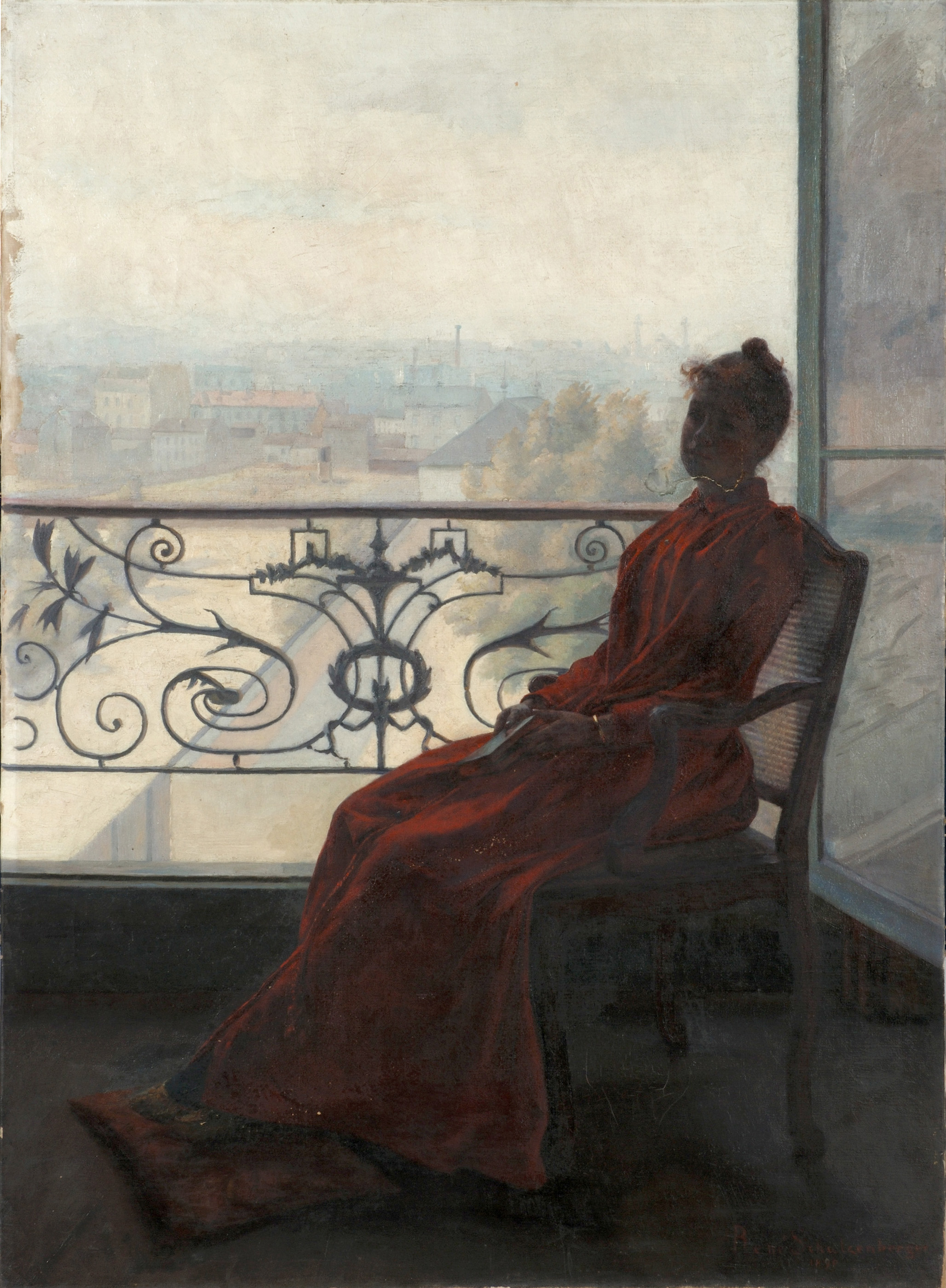
Liseuse à la fenêtre.jpg

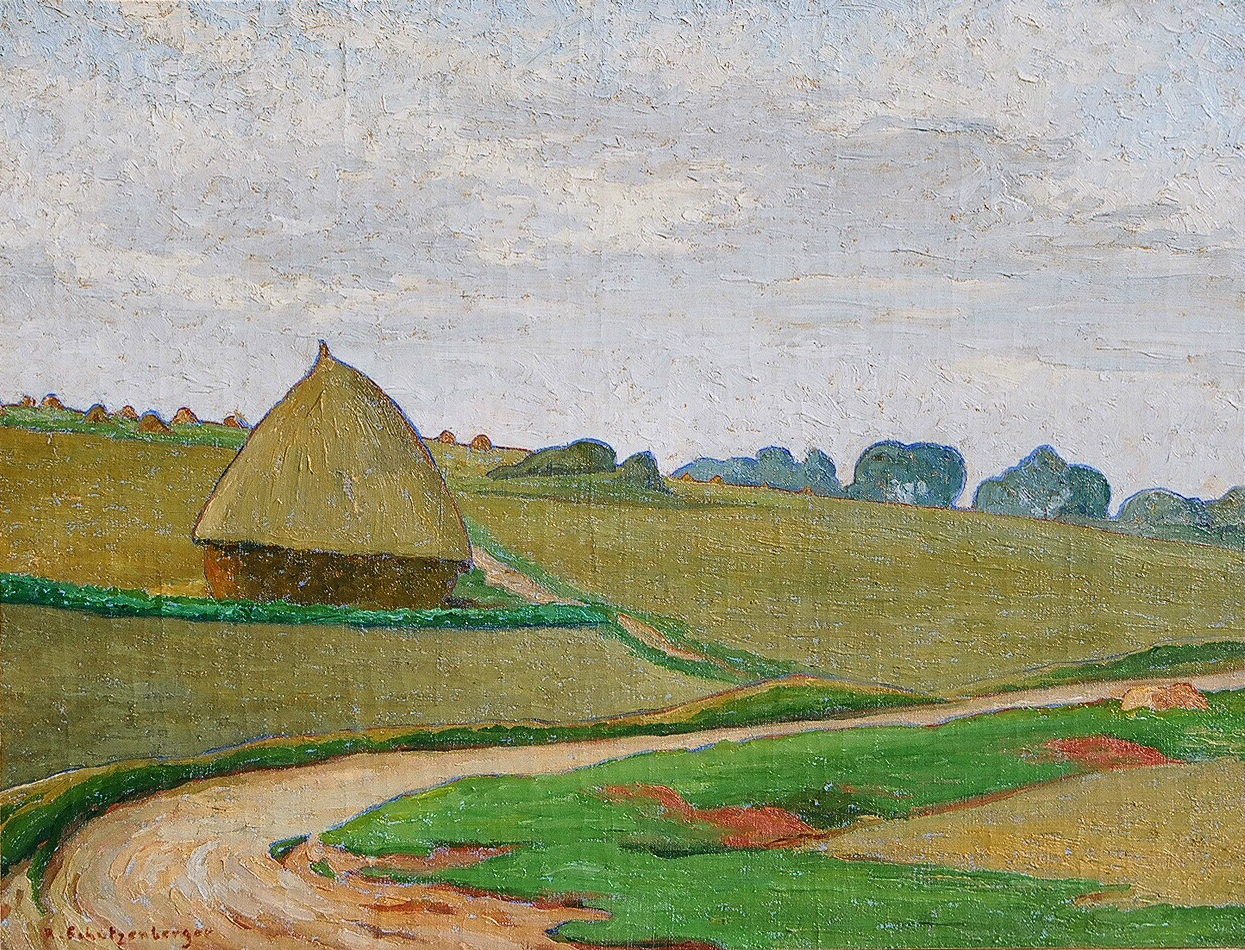
Paysage à la meule.jpg
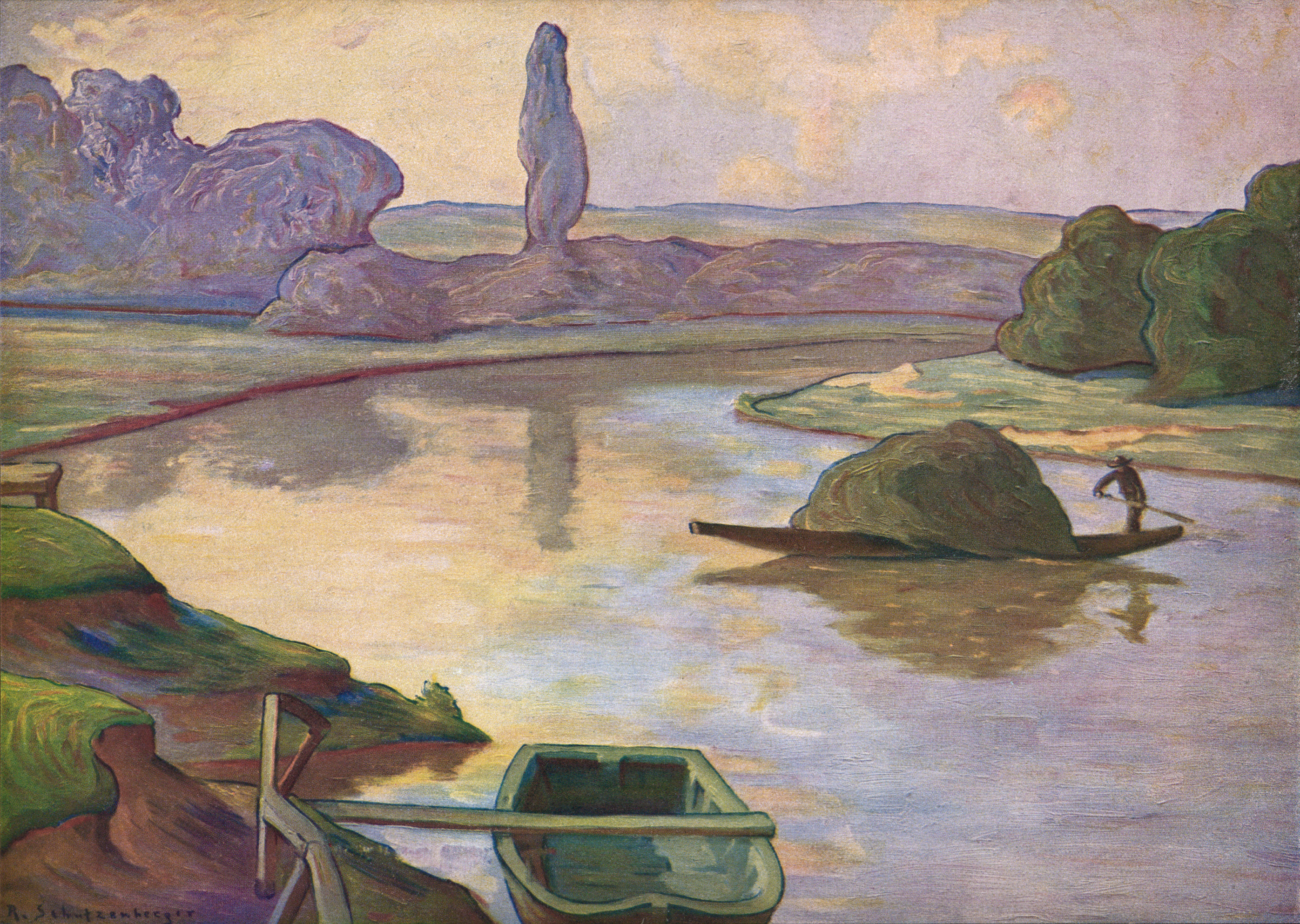
Les Iles du Rhin près de Strasbourg
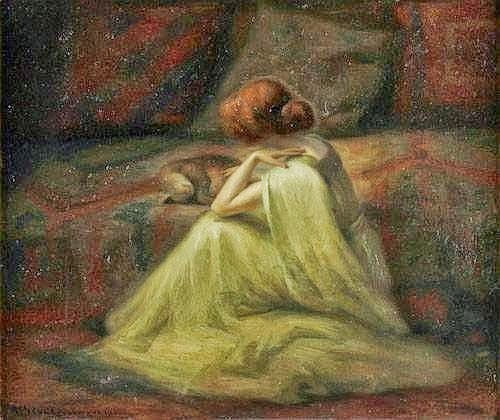
Elegante vrouw strelt een kat